# Literatura ebraică
Literatura ebraică reprezintă totalitatea textelor literare scrise în limba ebraică în întreaga lume și de-a lungul tuturor perioadelor istorice.

## Literatura ebraică antică
La loc de cinste se află Biblia ebraică (Tanah, în ebraică תנ"ך).
Culegerea de compilații Mișna a fost scrisă în primele secole ale mileniului I d.Hr. și are ca punct de plecare Tora, în ebraică תורה,(Pentateuhul).

## Literatura ebraică medievală

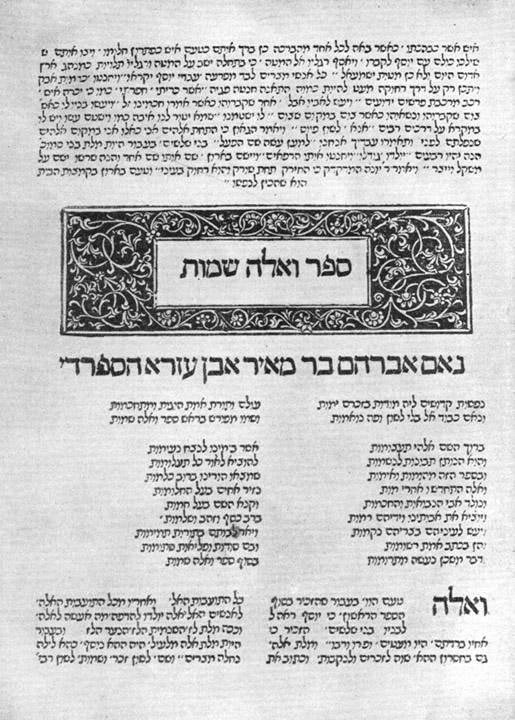
Comentariul lui Avraham ibn Ezra la cartea Exodul, Neapole 1488

Cărturarul Avraham ibn Ezra (1092/1093? - 1167) a scris comentarii asupra Bibliei.
Rabinul Rashi (1040 - 1105) a scris primul comentariu complet al Talmudului.
Marele filozof Moise Maimonide (1135 - 1204) a realizat diverse exegeze ale scrierilor sacre, din care se remarcă opera sa principală Călăuza șovăielnicilor, publicată în arabă.
Alți mari scriitori ai acestei perioade au fost: Solomon ibn Gabirol (cu celebra sa lucrare Izvorul de viață) și Judah Halevi.

## Literatura modernă

### Secolul al XVIII-lea
Scrierea La-Yesharim Tehillah a lui Moshe Chaim Luzzatto (1707-1746), apărută în 1743, poate fi considerată primul produs al literaturii moderne ebraice.
Un alt scriitor valoros a fost discipolul acestuia, David Franco Mendes (1713 - 1792), care prin scrierile sale l-a imitat pe Racine și Metastasio.
În contextul mișcării de emancipare a evreilor se remarcă filozoful Moses Mendelssohn (1729 - 1786), prin a cărui traducere a Bibliei evreiești în germană atrage intereseul pentru studiul limbii ebraice.
În domeniul liricii acestei perioade, se remarcă poetul Naphtali Hirz Wessely (1725 - 1805).

### Secolul al XIX-lea
În acest secol începe renașterea naționalismului evreiesc, care va duce la sionism și alături de el crește tot timpul numărul evreilor care scriu și citesc texte ebraice noi. Unul dintre noii scriitori evrei a fost rabinul Matityahu Simcha Rabener, care a trăit pe meleagurile României și a editat o revistă literară ebraică denumită Zimrath Haaretz. Rabener a tradus în ebraică Cântecul gintei latine a lui Vasile Alecsandri.

## Literatura contemporană
Printre scriitorii acestei perioade putem enumera: Ephraim Kishon, Yaakov Shabtai, A. B. Yehoshua, Amos Oz, Irit Linur, Etgar Keret și Yehoshua Sobol.